# Anthony Joshua vs. Vladimir Kličko
Boksarski obračun Anthony Joshua vs. Vladimir Kličko je potekal 29. aprila 2017 na stadionu Wembley pred 90 tisoč gledalci. Gre za največji dogodek na tem stadionu v zgodovini.
Joshua je porazil ukrajinskega veterana Vladimirja Klička in prišel do svoje 19. profesionalne zmage s tehničnim nokavtom v enajsti rundi.
Borca sta si razdelila denarni sklad v višini 35 milijonov €.

## Napoved
Dvoboj je bil uradno najavljen decembra leta 2016, ko je Joshua obranil naslov prvaka IBF  v Manchester Areni.

## Stadion
Stadion s kapaciteto 80 tisoč gledalcev so morali januarja 2017 povečati še za 10 tisoč zaradi razprodaje vseh kart in velikega zanimanja za ta dvoboj. Gre za rekord po prodanih sedežih na boksarski obračun.

## Statistika
| Osebna izkaznica                                |              |                   |
| Anthony Joshua                                  |              | Vladimir Kličko   |
|                                                 |              |                   |
| Zmagovalec s tehničnim nokavtom v enajsti rundi | Rezultat     | Poraženec         |
| AJ                                              | Vzdevek      | "Dr. Steelhammer" |
| 27 let                                          | Starost      | 41 let            |
| Watford, Anglija                                | Rojstni kraj | Kijev, Ukrajina   |
| 5. oktober 2013                                 | Debitira     | 16. november 1996 |
| 198 cm                                          | Višina       | 198 cm            |
| 108 kg                                          | Teža         | 111 kg            |
| 18 zmag, 0 porazov                              | Dvoboji      | 64 zmag, 4 porazi |
| 100%                                            | Uspešnost    | 94%               |